# Énergie
Cet article concerne la notion transversale d'énergie. Pour les autres significations, voir Énergie (homonymie).
Pour en particulier l'énergie dans le sens physique, voir Énergie (physique).
L'énergie est une grandeur physique associée à la notion de travail (déplacement d'une charge). L'énergie se conserve, s'échange sous de multiples formes (mécanique, lumière, électricité, chaleur…) mais toujours en se dégradant.
Le sens premier du mot énergie est celui d'une vertu morale : l'énergie morale et physique qu'un individu doit mobiliser pour accomplir un travail donné. Le concept est étudié et précisé en physique, et décliné notamment en biologie. En économie, le secteur de l'énergie concerne notamment sa production, sa distribution et sa consommation, les enjeux environnementaux associés, ainsi que la question des ressources énergétiques, renouvelables ou non.
La notion d'« énergie » invoquée à des fins thérapeutiques, notamment dans des disciplines comme la psychologie ou l'ostéopathie, peut être révélatrice de pratiques relevant du charlatanisme.

## Étymologie et définitions
L'énergie est un concept qui remonte à l'Antiquité.
Le mot français « énergie » vient du latin vulgaire energia, lui-même issu du grec ancien ἐνέργεια / enérgeia. Ce terme grec originel signifie « force en action », par opposition à δύναμις / dýnamis signifiant « force en puissance » ; Aristote a utilisé ce terme « au sens strict d'opération parfaite », pour désigner la réalité effective en opposition à la réalité possible.
Après avoir exploité sa propre force et celle des animaux, l'homme a appris à exploiter les énergies contenues dans la nature (d’abord les vents, énergie éolienne et les chutes d'eau, énergie hydraulique) et capables de lui fournir une capacité croissante de travail mécanique par l’emploi de machines : machines-outils, chaudières et moteurs. L'énergie est alors fournie par un carburant (solide, liquide ou gazeux, issu d'énergie fossile ou non).
Si le terme d'énergie s'est précisé dans le cadre des sciences physiques depuis le XVIIIe siècle, il garde toutefois plusieurs sens différents, fort d'une histoire dont on trouve trace dès l'Antiquité,. Le terme est utilisé dans de nombreux domaines dont la philosophie, l'économie, la nutrition, la spiritualité, voire l'ésotérisme, où il se rapporte à des notions variées, et à des concepts divergents en fonction des époques, des lieux et des auteurs.
L'énergie est un concept qui intervient lors des transformations entre phénomènes physiques différents,. Ces transformations sont contrôlées par les lois et principes de la thermodynamique. L'unité de l'énergie définie par le Bureau international des poids et mesures (BIPM) dans le Système international (SI) est le joule.

## Physique
L'énergie est un concept essentiel en physique, qui se précise depuis le XIXe siècle. On retrouve le concept d'énergie dans toutes les branches de la physique : mécanique, thermodynamique, électromagnétisme, mécanique quantique mais aussi dans d'autres disciplines telles que la chimie.
Mesurée en joules dans le Système international d'unités, l’énergie est une mesure de la capacité d'un système à modifier un état, en particulier à produire un travail entraînant un mouvement, un rayonnement électromagnétique ou de la chaleur.
Le travail est ainsi un transfert ordonné d'énergie entre un système et le milieu extérieur, tandis que la chaleur est un transfert désordonné d'énergie thermique entre le système et le milieu extérieur.
Les transformations de l'énergie qui font intervenir l'énergie thermique sont étudiées par la thermodynamique :
- le premier principe affirme que globalement l'énergie se conserve. L'énergie ne peut ni se créer ni se détruire mais uniquement se transformer d'une forme à une autre ou être échangée d'un système à un autre ;
- le second principe (principe de Carnot) impose des limitations au rendement de la transformation de l'énergie thermique en une autre énergie (mécanique, électrique ou autre). La conversion d'énergie d'une forme à une autre n'est en général pas complète : une partie est dégradée sous forme d'énergie cinétique désordonnée. Le rendement est alors le quotient de l'énergie obtenue sous la forme désirée par celle fournie à l'entrée du convertisseur.

On distingue souvent différentes « formes » d'énergie, telles que :
- l'énergie cinétique, associée au mouvement d'un corps ou d'une particule ; l'énergie thermique, énergie cinétique désordonnée des constituants microscopiques d'un ensemble ;
- les énergies potentielles : moyennant un petit changement, possible sans travail, un système instable se transforme en un système plus stable, avec conversion de la différence d'énergie entre les deux systèmes (le plus stable ayant une énergie moindre) : énergie potentielle chimique, énergie potentielle gravitationnelle, énergie potentielle électromagnétique, chaleur latente, énergie libre.

## Économie de l'énergie
L'économie de l'énergie concerne l'approvisionnement des acteurs économiques en énergie. Elle regroupe ainsi, d'une part, l'activité de l'ensemble des entreprises qui exploitent les sources d'énergie, la produisent, la transforment, la distribuent et la commercialisent, et d'autre part la consommation qui en est faite. Cette économie comprend ainsi la production et la distribution d'électricité, la production de produits pétroliers par raffinage, celle de gaz naturel et de chaleur de réseau.
En économie, on parle de « production » d'énergie pour désigner sa transformation en une forme utilisable ensuite pour réaliser certaines tâches, et de « consommation » lorsque cette énergie est utilisée. Au sens de la physique, l'énergie n'est toutefois ni créée ni détruite au cours de ces processus ; elle est seulement transformée et transférée.
L'utilisation de l'énergie permet de satisfaire des besoins humains appartenant in fine à trois grandes catégories que sont :
1. la production de chaleur ou de froid ;
2. la mobilité ;
3. les usages spécifiques de l'électricité (transmission et traitement d'informations, éclairage, moteurs dans l'industrie, etc.).

Cette répartition est illustrée par les scénarios énergétiques sous forme de diagramme de Sankey.
L'économie de l'énergie est fortement liée aux politiques énergétiques menées par les États.

## Biologie

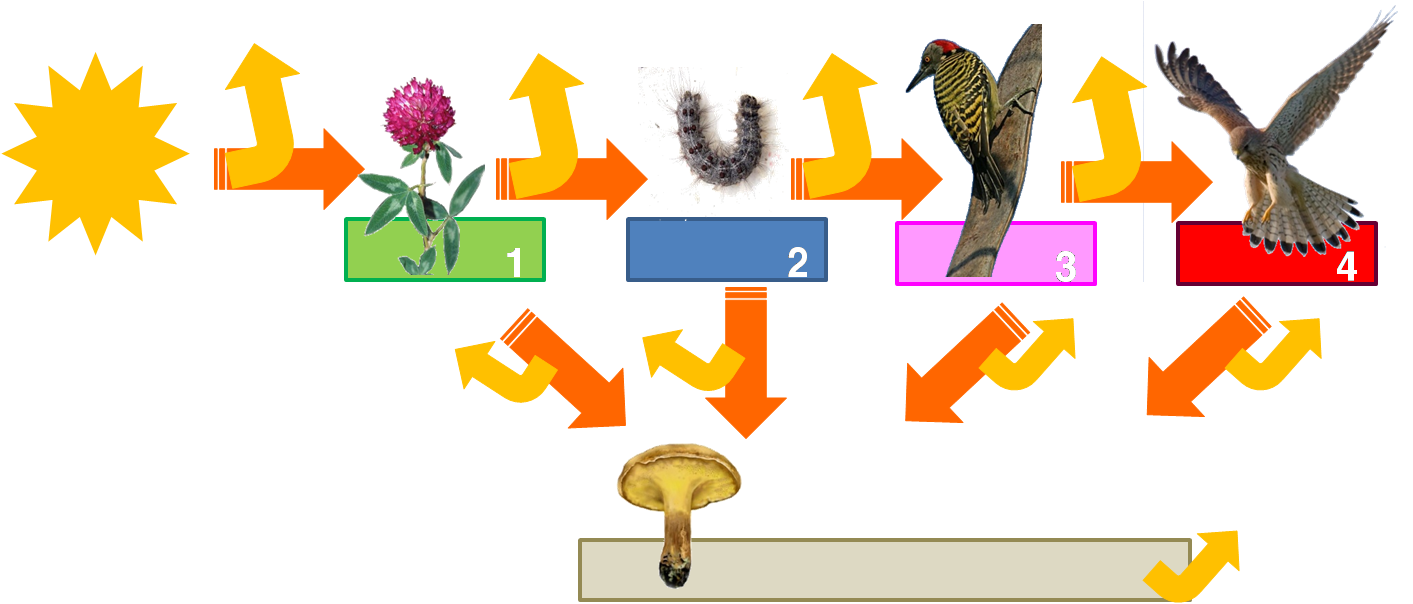
Illustration des flux et pertes d'énergie dans les écosystèmes

Comme le reste du monde physique, les êtres vivants sont soumis au deuxième principe de la thermodynamique : l'entropie — le désordre — peut soit demeurer constante soit augmenter, mais ne peut jamais diminuer. Par rapport à ce principe fondamental, la vie constitue en soi un paradoxe apparent : comment les êtres vivants peuvent-ils se construire, croître et maintenir leur organisation — donc créer et maintenir de l'ordre — sans diminution d'entropie ? Cette question a été étudiée dès 1944 par le physicien et prix Nobel Erwin Schrödinger, qui a introduit le concept de néguentropie.
Selon ce principe, les êtres vivants fonctionnent comme des systèmes dissipatifs ouverts :
1. Ils dépendent en permanence d'un flux d'énergie entrant ;
2. Cette énergie est utilisée pour construire des structures ordonnées, ce qui correspond effectivement à une baisse de l'entropie interne ;
3. En contrepartie, ils rejettent de la chaleur dans leur environnement, ce qui induit donc une hausse de l'entropie externe.

Dans le bilan entropique global, si l'on prend en compte à la fois les êtres vivants et leur environnement, l'entropie augmente toujours, et les lois de la thermodynamique sont respectées.
À titre d'exemple, un adulte au repos dissipe une chaleur d'environ 70 watts, soit autant qu'une lampe à incandescence. L'énergie ainsi dissipée chaque jour correspond à environ 1 400 kilocalories, qui doivent être compensées par un apport énergétique quotidien provenant de la ration alimentaire.
Puisque la vie dépend d'échanges énergétiques permanents, tout écosystème a besoin d'une source d'énergie, et d'organismes capables de capter cette énergie et de l'intégrer dans le réseau trophique (organismes autotrophes). La biosphère terrestre dépend en premier lieu de l'énergie solaire, grâce aux organismes capables de photosynthèse (plantes, phytoplancton, algues, etc.). À un degré moindre, d'autres formes d'énergie peuvent être intégrées en complément, par exemple l'énergie géothermique pour les bactéries thermophiles.
Une fois intégrée dans la chaîne alimentaire, l'énergie est stockée sous forme d'énergie chimique et circule au sein de réseaux trophiques, passant d'un niveau trophique à l'autre : des autotrophes vers les hétérotrophes, des proies vers les prédateurs, complétés par les décomposeurs.
L'importance primordiale de l'énergie solaire pour la biosphère est illustrée par les extinctions massives, où un évènement catastrophique empêche le rayonnement solaire d'atteindre le sol (hiver volcanique, hiver d'impact…) : soumises au froid et privées de lumière, les plantes se raréfient, puis les herbivores meurent de faim, et c'est ensuite au tour des carnassiers. On pense que c'est un tel évènement qui a provoqué l'extinction des dinosaures à la fin du crétacé. Selon certaines théories, l'espèce humaine aurait échappé de peu à l'extinction il y a 74 000 ans, lors de l'hiver volcanique provoqué par le supervolcan de Toba.
Dans les cellules, l'énergie peut être présente sous une forme directement utilisable (adénosine triphosphate), ou au contraire stockée pour plus tard sous forme de sucres simples ou ramifiés (amidon), de graisse chez les animaux, d'huiles chez les végétaux.

## Énergie et ésotérisme
La notion d'énergie est assez floue pour avoir donné, dans l'imagerie populaire, la conception d'une sorte de fluide qui passerait d'un objet à l'autre au cours des transformations. Dans son ouvrage L'Énergie spirituelle de 1919, Henri Bergson affirme que comme il existe une énergie électrique, il existerait une énergie spirituelle qui ne peut se réduire à l'énergie physique et biologique.
Le terme « énergie » est fréquemment utilisé dans les discours vitalistes pseudo-scientifiques du New Age, ou encore dans les « pratiques énergétiques » comme le Reiki, pour lesquelles l'énergie serait une substance invisible plus ou moins définie ou d'origine divine. À la différence du concept d'énergie utilisé en physique, précisément défini et mesurable, reposant sur des théories réfutables et testables, les énergies « psychokinétique » ou « cosmique » ne relèvent pas de la méthode scientifique.